# Saint-Sauves-d'Auvergne
 Saint-Sauves-d'Auvergne  es una población y comuna francesa, situada en la región de Auvernia, departamento de Puy-de-Dôme, en el distrito de Issoire y cantón de Tauves.

## Demografía
| 1368 | 1311 | 1143 | 1091 | 1030 | 1052 |
| Para los censos de 1962 a 1999 la población legal corresponde a la población sin duplicidades (Fuente: INSEE [Consultar]) |      |      |      |      |      |